# Jonio

Jonio is een metrostation in het stadsdeel municipio III van de Italiaanse hoofdstad Rome. Het station werd geopend op 21 april 2015 en wordt bediend door de lijn B1 van de metro van Rome.

## Geschiedenis
Na de vaststelling van de westelijke route van lijn D in 2007 werd besloten om lijn B1 door te trekken naar lijn D. Lijn B1 was op dat moment nog in aanbouw en het geplande station Nomentana werd geschrapt ten gunste van het nieuwe eindpunt Jonio. De tunnelboormachine voor lijn B1 was in 2005 bij Conca d'Oro begonnen met de tunnel richting Bologna en vanaf november 2009 werd aan de dubbelsporige tunnel naar Jonio gewerkt. De opening stond gepland voor 2013 maar werd meerdere malen uitgesteld. Uiteindelijk werd het station op 21 april 2015 geopend. Het station is gebouwd als overstappunt met lijn D die onder de Via Jonio zou lopen maar in 2012 voor onbepaalde tijd werd opgeschort.    

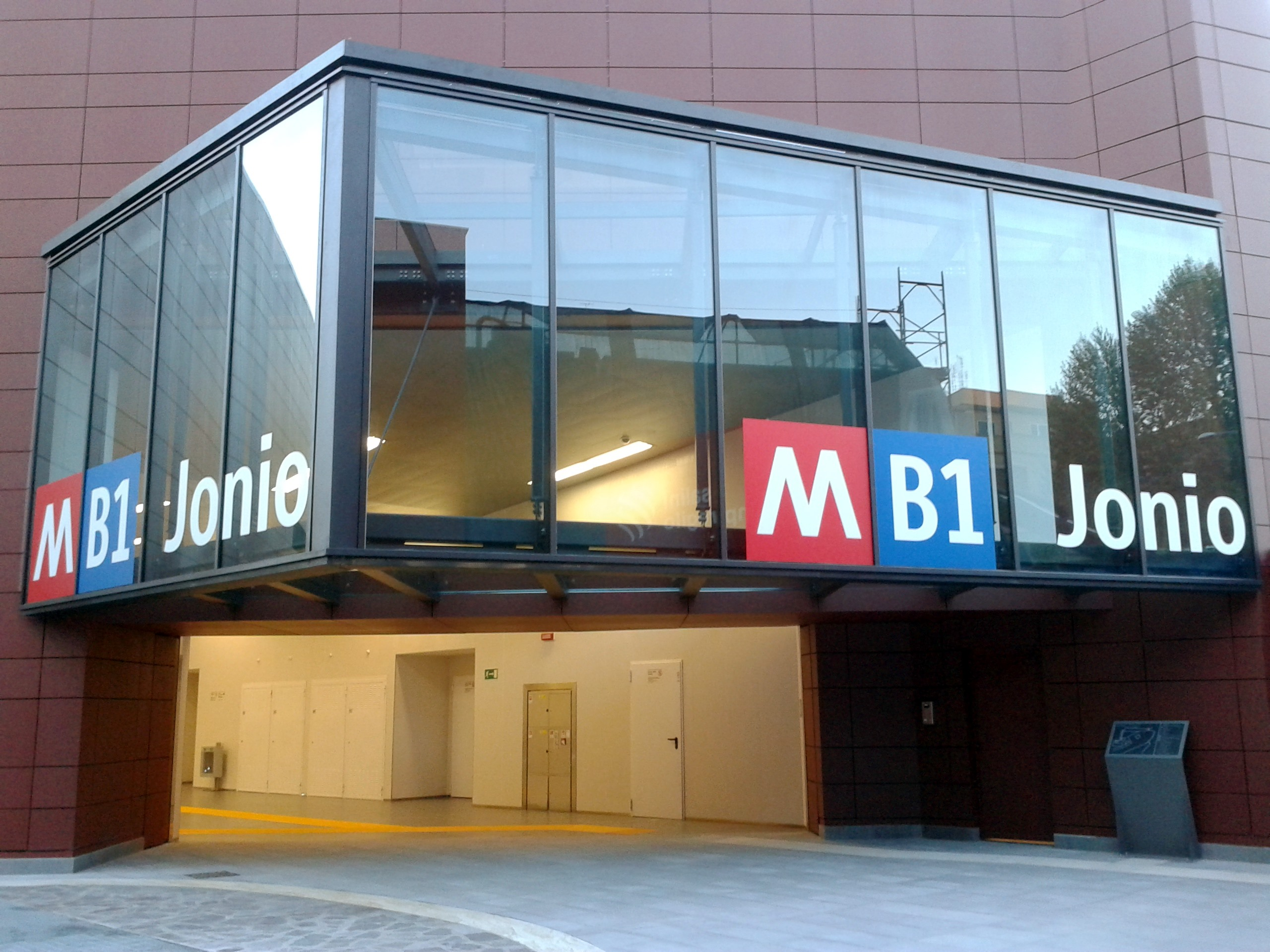
De ingang onder de parkeergarage.
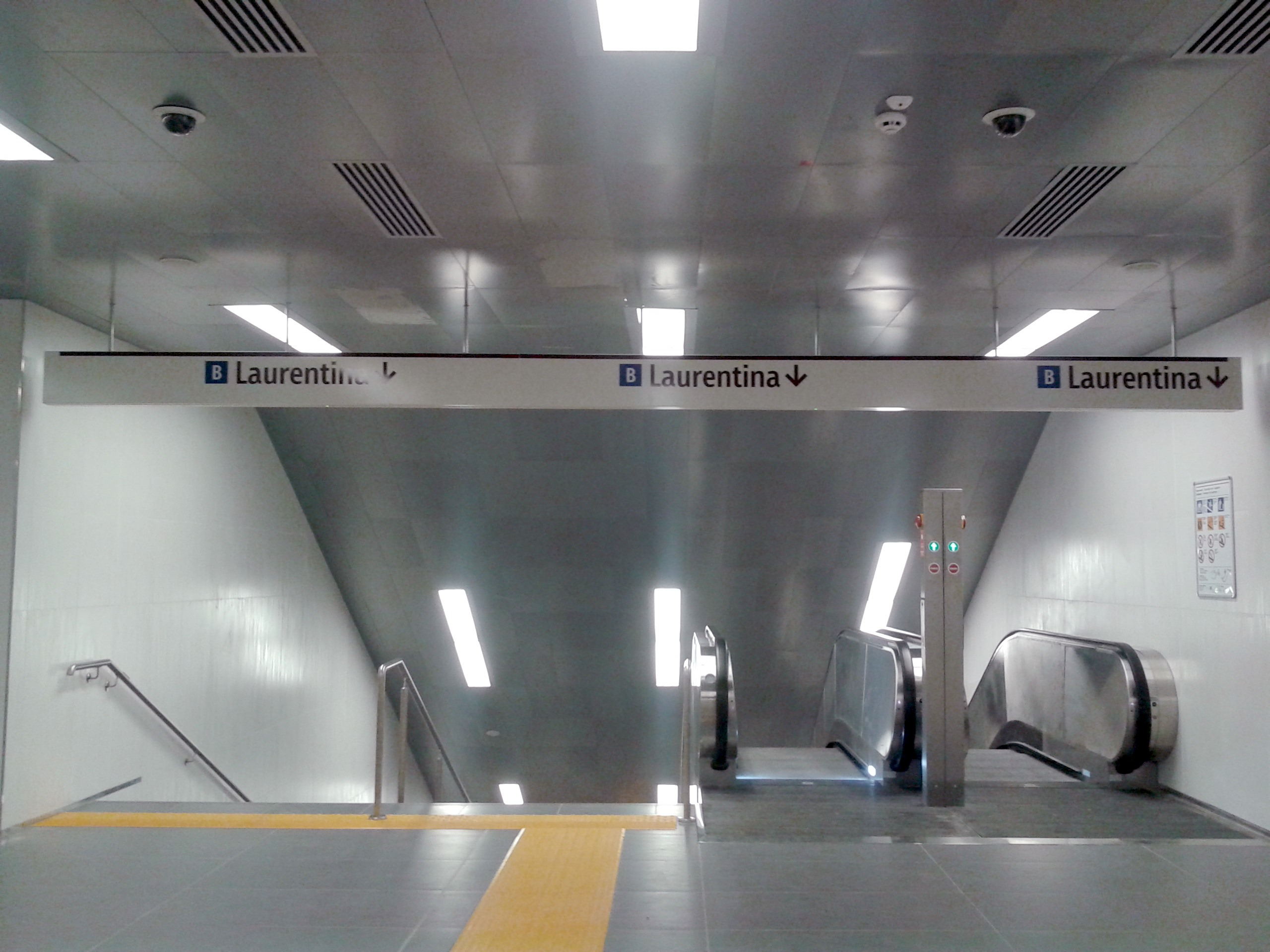
De (rol)trappen naar het perron.
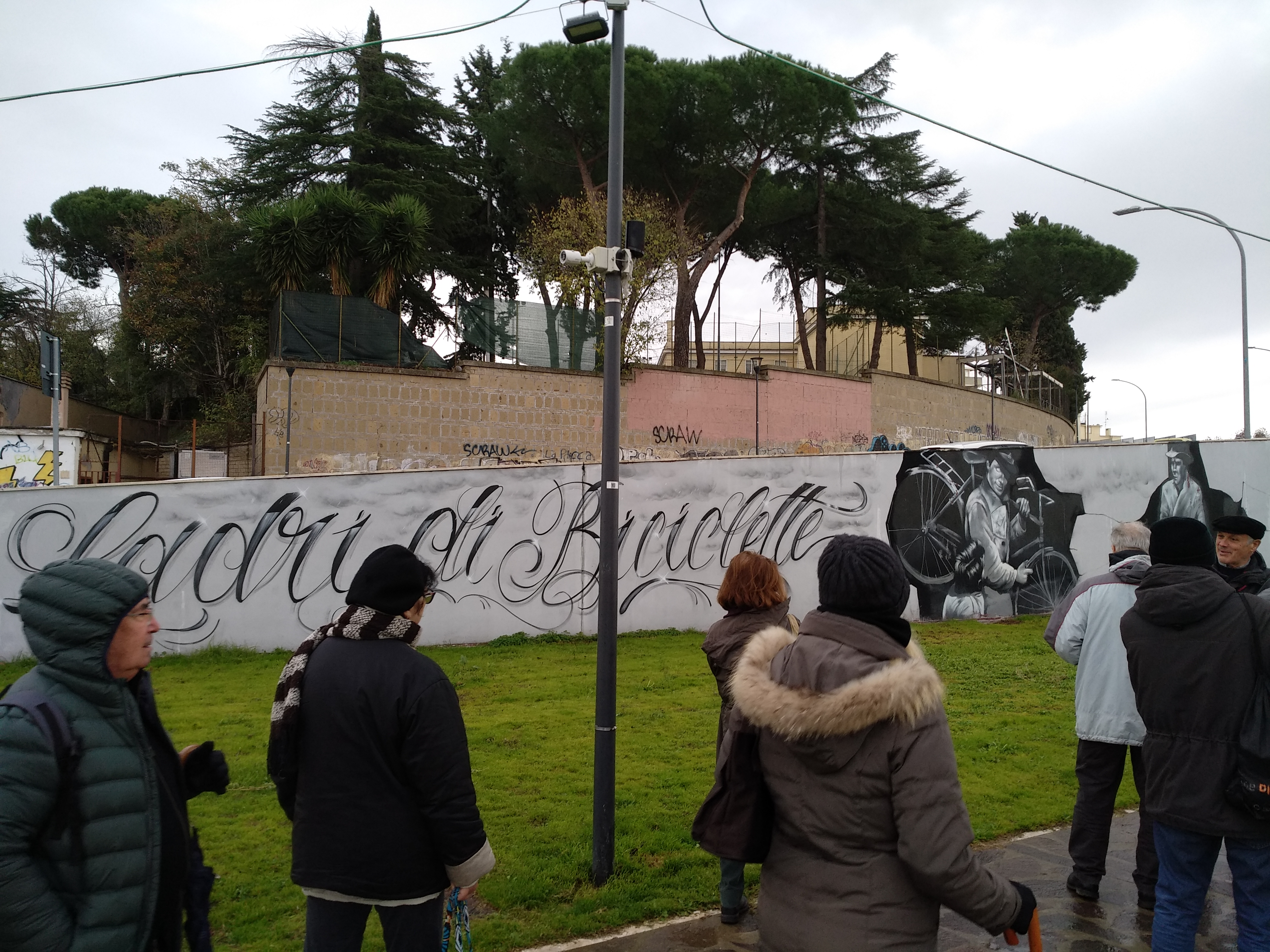
Ladri di Biciclette op de muur tussen park en straat.

## Ligging en inrichting
Het ontwerp kent twee toegangen, een aan de Via Jonio en de andere onder de parkeergarage aan de Via Scarpanto, alleen de laatste is in gebruik genomen. Bovengronds is het station makkelijk te vinden door de parkeergarage die tegen de heuvel aan gebouwd is. De parkeergarage met 252 parkeerplaatsen voor auto's, waarvan 6 voor gehandicapten, en 57 voor motoren is voor het wegverkeer toegankelijk vanaf de bovengelegen Via del Gran Paradiso. De perrons liggen op ongeveer 28 meter onder het maaiveld onder in een kuip. In 2017 werd het Parco Jonio bovenop de parkeergarage aan de Via del Gran Paradiso ingehuldigd door burgemeester Virginia Raggi. De muren en hekwerken zijn opgesierd met wandschilderingen van de kunstenaars Giusy Guerriero, Moby Dick en Noa. De wandschilderingen zijn gewijd aan Pietro Dudek en de film Ladri di biciclette die speelt in de buurt vlak ten westen van het station. Burgemeester Raggi verklaarde dat ze graag aansluit bij ideeën uit de buurt en riep burgers op om meer voostellen aan te dragen om de stad mooier te maken.   